# Врабчета
Врабчетата (Passer) са род дребни птици. На територията на България се срещат 4 вида – най-широко разпространено е домашното врабче(характерен за относително големите селища), а по селата и сред природата се срещат полското врабче, скалното врабче и още един вид - сравнително наскоро регистриран и с ниска численост – испанското врабче.

## Хранене
Хранят се предимно с растителна храна, както и с насекоми и други дребни безгръбначни, като изхранват малките си предимно с храна от животински произход. Човката им е снабдена със силна мускулатура и ножицовидно затварящ се ръб при основата, като това я прави специално пригодена за раздробяване на твърди семена.

## Размножаване
Врабчетата са полигамен вид – един мъжкар може да има до 3 женски, които са с него само в размножителния период. Женската снася от 2 до 6 бели, изпъстрени с кафеникави, сиви и черни петънца яйца. Мътят и двамата родители в продължение на 13 – 14 дни. Малките се излюпват голи, слепи и безпомощни и напускат гнездото след около 17 дни.
Гнездата на врабчетата са кълбовидни, със страничен отвор, могат да се намират сред клоните на дървета или в дупки.

## Видове
- Passer ammodendri
- Passer castanopterus
- Домашно врабче (Passer domesticus)
- Passer eminibey
- Passer euchlorus
- Passer flaveolus
- Passer gongonensis
- Passer griseus
- Испанско врабче (Passer hispaniolensis)
- Passer iagoensis
- Passer insularis
- Passer luteus
- Passer melanurus
- Passer moabiticus
- Полско врабче (Passer montanus)
- Passer motitensis
- Passer pyrrhonotus
- Passer rufocinctus
- Passer rutilans
- Passer simplex
- Passer swainsonii